# MGM-31 Пършинг
Вижте пояснителната страница за други значения на Пършинг.
MGM-31 Пършинг (Pershing) е американска балистична ракета със среден обсег, създадена по време на Студената война. Показана е за първи път във Форт Бенинг през 1960 пред президента Айзенхауер. Обсегът ѝ е от 740 км, по-късно увеличен до 1770 км. Всички варианти на ракетата пренасят ядрена бойна глава с различна мощност. МОЦ е между 30 и 400 метра. Много ракети са били разположени в Западна Германия, насочени срещу войските на Варшавския договор. Всички ракети Пършинг са унищожени в съответствие с договора за съкращаване на ракетите със среден обсег, подписан между Роналд Рейгън и Михаил Горбачов през 1988.